# Thrislington
Thrislington var en civil parish från 1866 till 1946 då den blev en del av Conforth och Ferryhill, i grevskapet Durham, i England. Civil parish var belägen 10 km från Durham och hade 99 invånare år 1931.